# Чемпионат Америки по шахматам
Чемпионат Америки по шахматам — шахматный турнир по швейцарской системе, проводимый шахматной конфедерацией Америки (Chess Confederation of the Americas – CCA) для участников из Северной и Южной Америки. Кроме звания чемпиона Америки, в мужских соревнованиях разыгрываются путёвки на Кубок мира.
Наиболее титулованный шахматист — перуанский гроссмейстер Гранда Суньига Хулио, который становился чемпионом Америки 4 раза.
Действующим чемпионом Америки является американский шахматист Сэм Шенкленд.

## Чемпионы Америки
| №  | Год  | Город           | Золото                         | Серебро                           | Бронза                       | Чел.          | Туров         |
| -- | ---- | --------------- | ------------------------------ | --------------------------------- | ---------------------------- | ------------- | ------------- |
| 1  | 2001 |                 |                                |                                   |                              |               |               |
| 2  | 2003 |                 |                                |                                   |                              |               |               |
| 3  | 2005 |                 |                                |                                   |                              |               |               |
| 4  | 2007 | Кали            | Гранда Суньига, Хулио          | Иванов, Александр                 | Акопян, Варужан              | 116           | 11            |
| *  | 2008 |                 |                                |                                   |                              |               |               |
| 5  | 2009 | Сан-Паулу       | Шабалов, Александр             | Корралес Хименес, Фидель          | Милош, Жилберто              | 270           | 11            |
| *  | 2010 | Кали            | Серхио Андрес Санабрия Ранхель | Ортис Суарес, Исан Рейнальдо      | Лима, Дарси                  | 67            | 9             |
| 6  | 2011 |                 |                                |                                   |                              |               |               |
| 7  | 2012 | Мар-дель-Плата  | Гранда Суньига, Хулио          | Шабалов, Александр                | Флорес, Диего                | 206           | 11            |
| 8  | 2013 | Кочабамба       | Гранда Суньига, Хулио          | Флорес, Диего                     | Ортис Суарес, Исан Рейнальдо | 93            | 11            |
| 9  | 2014 | Тибау-ду-Сул    | Гранда Суньига, Хулио          | Шенкленд, Сэм                     | Шабалов, Александр           | 195           | 11            |
| 10 | 2015 | Монтевидео      | Мареко, Сандро                 | Кесада Перес, Юньески             | Кори Тельо, Хорхе            | 153           | 11            |
| 11 | 2016 | Сан-Сальвадор   | Кордова Даса, Эмилио           | Лендерман, Александр              | Ковалёв, Антон               | 81            | 11            |
| 12 | 2017 | Медельин        | Севян, Самуэль                 | Кори Тельо, Хорхе                 | Дельгадо Рамирес, Неурис     | 256           | 11            |
| 13 | 2018 | Монтевидео      | Шенкленд, Сэм                  | Флорес, Диего                     | Салинас Эррера, Пабло        | 167           | 11            |
| 14 | 2019 | Сан-Паулу       | Итуррисага, Эдуардо            | Дельгадо Рамирес, Неурис          | Гонсалес Видаль, Юри         | 216           | 11            |
|    | 2020 | Не проводился   | Не проводился                  | Не проводился                     | Не проводился                | Не проводился | Не проводился |
|    | 2021 | Не проводился   | Не проводился                  | Не проводился                     | Не проводился                | Не проводился | Не проводился |
| 15 | 2022 | Сан-Сальвадор   | Гареев, Тимур                  | Ю, Кристофер                      | Яссер Перес, Кесада          | 117           | 11            |
| 16 | 2023 | Хуан-Долио      | Майер, Георг                   | Альборнос Кабрера, Карлос Даниэль | Корралес Хименес, Фидель     | 159           | 11            |
| 17 | 2024 | Медельин        | Гарсия Пантоха, Роберто        | Сюн, Джеффри                      | Энрикес Вильягра, Кристобаль | 387           | 11            |
| 18 | 2025 | Сюдад-дель-Эсте | Шенкленд, Сэм                  | Мартинес Алькантара, Хосе Эдуардо | Фиер, Александр              | 224           | 11            |